# Bohumír Zeman
Bohumír Zeman (ur. 26 maja 1957 we Vrchlabí) – czeski narciarz alpejski reprezentujący Czechosłowację. Zajął 13. miejsce w zjeździe na igrzyskach w Lake Placid w 1980 r. co jest jego najlepszym wynikiem olimpijskim. Jego najlepszym wynikiem na mistrzostwach świata było 4. miejsce w kombinacji na mistrzostwach w Lake Placid. Najlepsze wyniki w Pucharze Świata osiągnął w sezonie 1978/1979, kiedy to zajął 17. miejsce w klasyfikacji generalnej.

## Sukcesy

### Puchar Świata

#### Miejsca w klasyfikacji generalnej
- 1975/1976 – 44.
- 1976/1977 – 51.
- 1978/1979 – 17.
- 1979/1980 – 22.
- 1980/1981 – 65.
- 1981/1982 – 75.

#### Miejsca na podium
1. Mont-Sainte-Anne – 1 marca 1980 (gigant) – 3. miejsce